# Istia d’Ombrone
Istia d’Ombrone ist ein Ortsteil (Fraktion, italienisch frazione) der Stadt Grosseto in der Provinz Grosseto, Region Toskana in Italien.

## Geografie
Der Ort liegt ca. 6,5 km nordöstlich der Stadt Grosseto in der Maremma grossetana. Istia d’Ombrone liegt bei 39 m und hatte 2001 etwa 1150 Einwohner. Der Ort liegt am Fluss Ombrone und zusammen mit Batignano und Roselle im Stadtbezirk Circoscrizione n.8 Istia-Batignano-Roselle. Er ist Teil des Bistums Grosseto.

## Geschichte

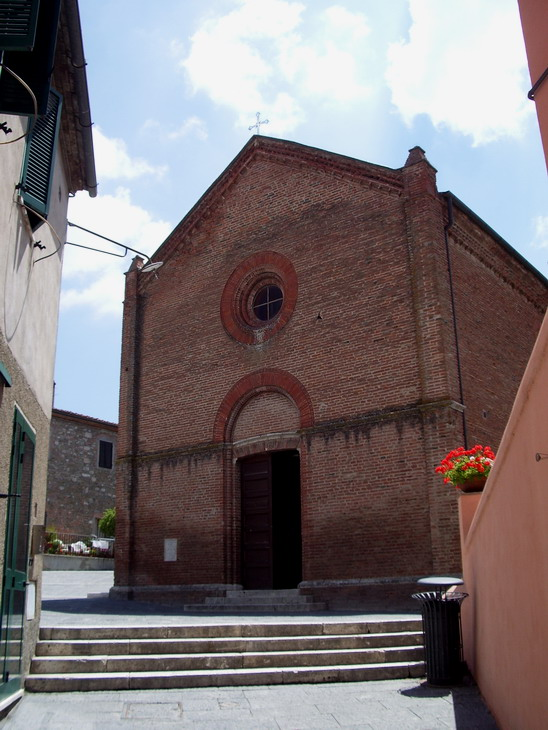
Die Kirche Chiesa di San Salvatore im Ortskern

Erstmals dokumentiert wurde der Ort am 9. Oktober 862 in Lucca, als Ildebrando figlio del fu Heriprando conte di Marittima, ein Aldobrandeschi, seine Eigentümer mit dem Erzbistum Lucca tauschte. Der Name Istia bedeutet Isola (italienisch für Insel). Im 12. und 13. Jahrhundert unterstand Istia den Bischöfen von Grosseto, die die Herrschaft bis zur Einnahme Grossetos durch Siena hielten. Im 15. Jahrhundert übernahm die seneser Familie der Piccolomini die Führung von Istia. Nach der seneser Niederlage gegen Florenz 1555 wurde der Ort Teil des Großherzogtum Toskana. 1561 wurde die Strafgerichtsbarkeit nach Grosseto abgegeben, die Zivilgerichtsbarkeit blieb aber in Istia. Mit der Gebietsreform von Pietro Leopoldo 1783 wurde Istia d’Ombrone Ortsteil von Grosseto.

## Sehenswürdigkeiten
- Castello, ehemalige Burg, von der nur noch wenige Ruinen übrig geblieben sind. Die erste Burg wurde 1137 durch die Truppen von Enrico X di Baviera zerstört,[5] die zweite entstand 1266 durch die Seneser.[4]
- Chiesa di San Salvatore, Kirche im Ortskern, die im 13. Jahrhundert entstand. Enthält die Werke Incontro di Giocchino e Anna von Vincenzo di Benedetto di Chele Tamagni (Tafelgemälde, 1528 entstanden), Madonna col Bambino von Giovanni di Paolo sowie die Holzstatue Madonna in Trono col Bambino von Domenico di Niccolò di Coro[7] (um 1400 entstanden). Werke unbekannter Herkunft sind die Leinwandgemälde Madonna con Bambino e Santi Ambrogio e Carlo Borromeo (17. Jahrhundert) und Madonna Assunta con Santi (ebenfalls 17. Jahrhundert, stammt aus der Kirche San Sebastiano). Der Campanile entstand im 16. Jahrhundert und besitzt drei Glocken. Die Älteste stammt aus dem Jahr 1584. Die Kirche und der Kirchturm wurden 1990 restauriert. Die neuen Glocken wurden 1993 vom damaligen Bischof von Grosseto, Angelo Scola, eingeweiht.[3]
- Chiesa di San Sebastiano, auch Chiesa dei Santi Fabiano e Sebastiano genannt, Kirche kurz außerhalb des Ortskern unweit der Porta Grossetana. Wurde erstmals 1275 unter dem Namen Santo Stefano erwähnt.[7]
- Palazzo del Vescovo, heute nicht mehr vorhanden bzw. zum Teil in andere Gebäude integriert.[6]
- Palazzo di Giustizia, Justizpalast und Sitz der Podestà aus dem 15. Jahrhundert, der der Porta Grossetana links anliegt.
- Porta Grossetana, Eingangs- und Haupttor der Ortsbefestigung. Entstand im 13. Jahrhundert.[8]
- Porta Senese, auch Portaccia[5] oder Porta al Pero[3] genannt. Tor der Befestigungsmauer, das zum Ombrone Zugang verschaffte. Entstand im 13. Jahrhundert im Zuge des zweiten Befestigungsringes. Heute eine Ruine, von der die Torbögen noch zu sehen sind.[6]
- Spedale dei Battenti, Hospital, das im 18. Jahrhundert von Santa Maria della Scala übernommen wurde und heute Privatbesitz ist. Zum Gebäude gehörte das Oratorium San Gherardo.

## Verkehr
- Die nächstgelegene Anschlussstelle an den Fernverkehr ist die Anschlussstelle Grosseto Est an der Staatsstraße Strada Statale SS 1 (Via Aurelia, ca. 5 km).
- Über die Anschlussstelle Roselle ist der Ort mit der Strada Statale 223 di Paganico nach Siena verbunden (ca. 8 km).
- Die am Ort vorbeiführende Straße ist die SP 159, die von Grosseto nach Scansano führt.

## Bilder

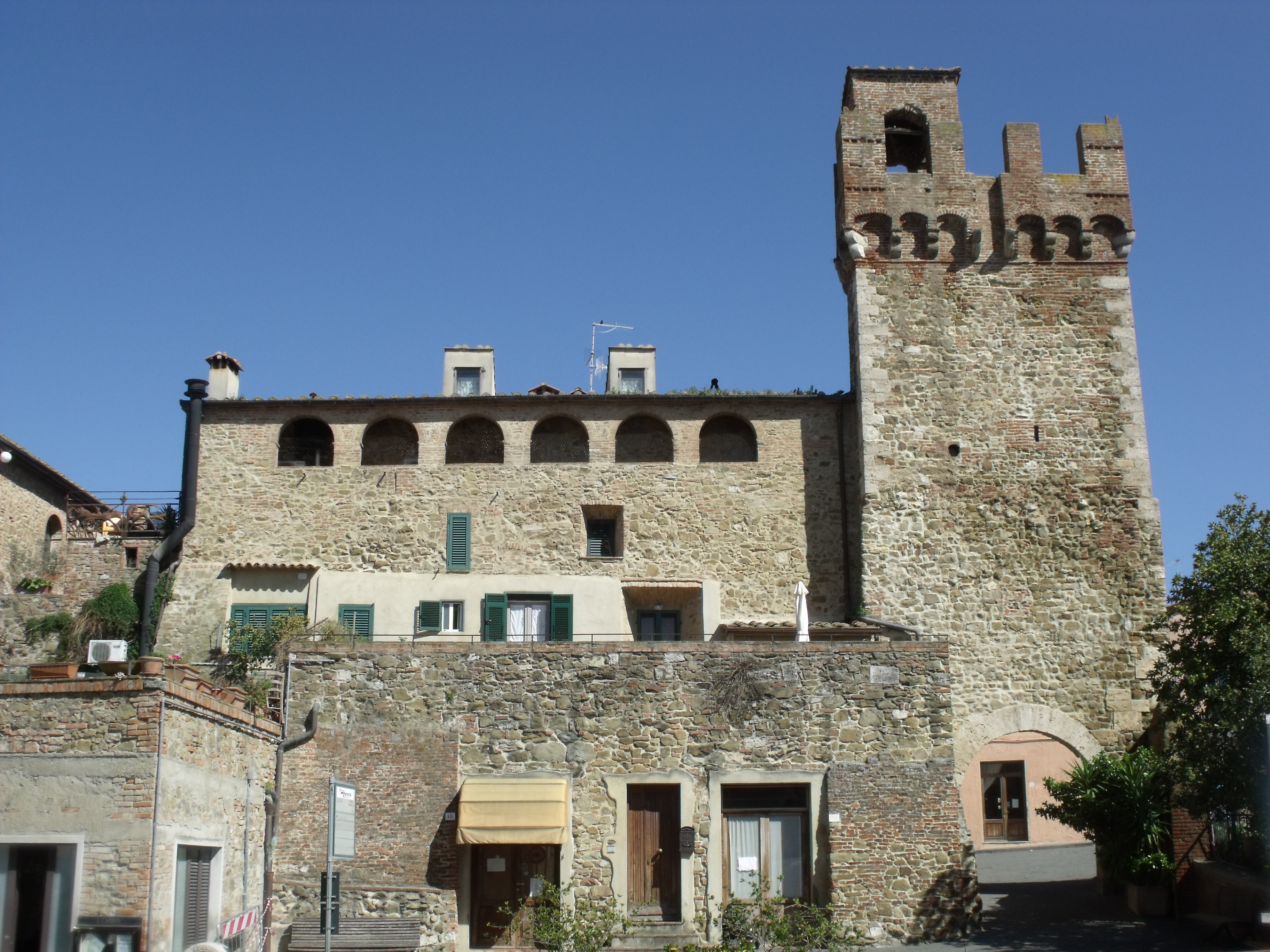
Das Haupttor Porta Grossetana
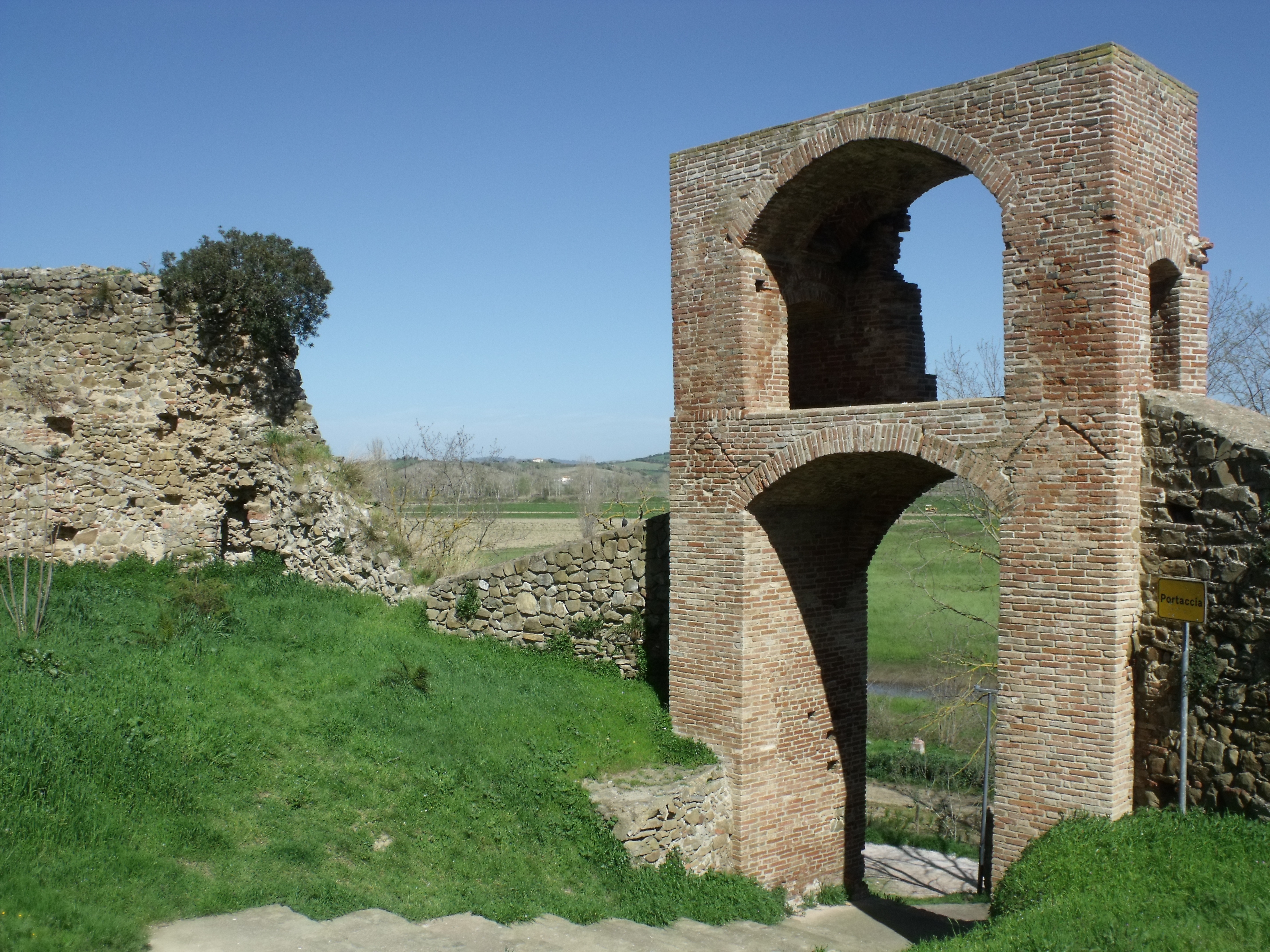
Das Stadtmauertor Portaccia (auch Porta Senese oder Porta al Pero genannt) mit Teilen der Stadtmauer
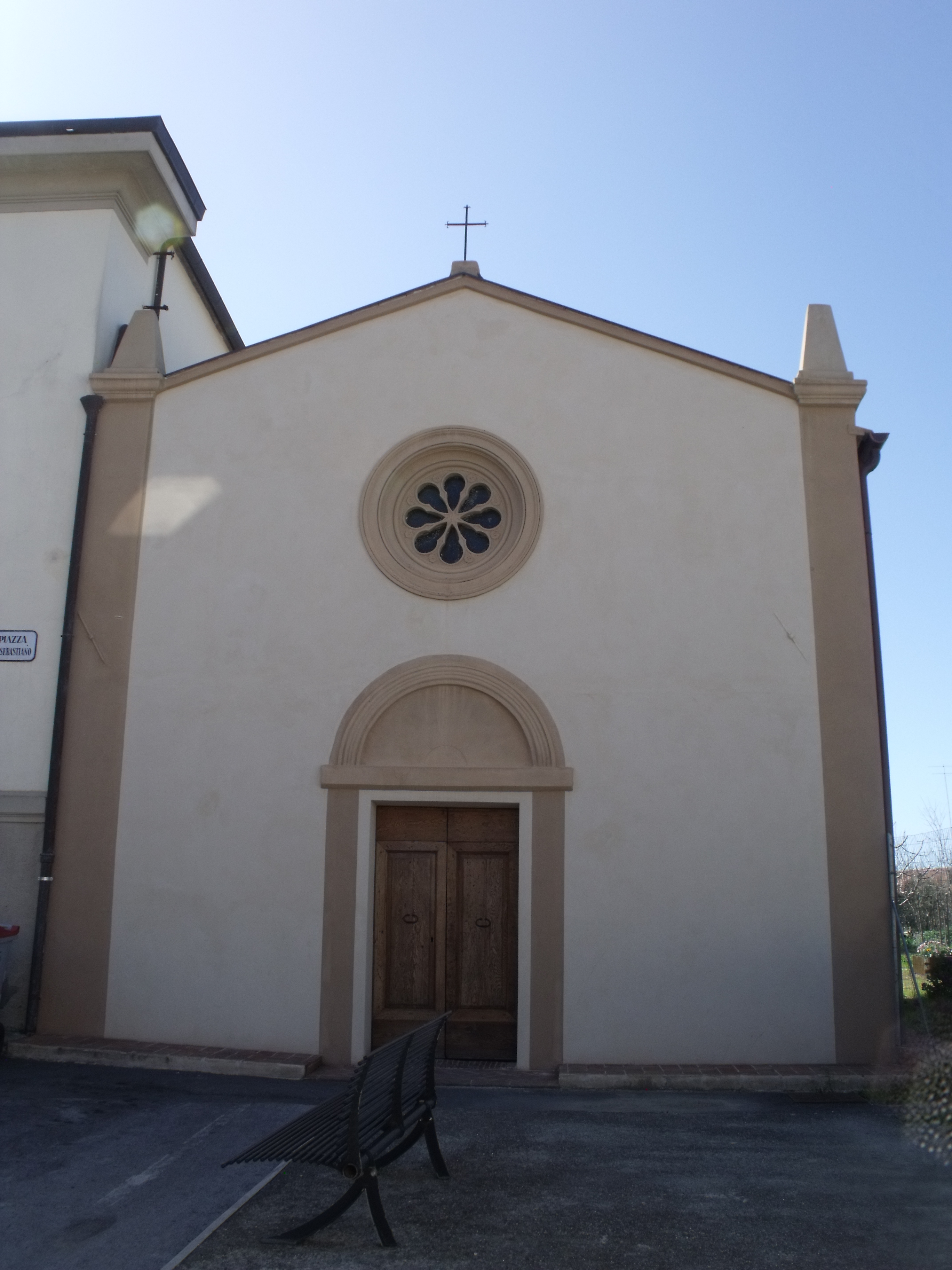
Die Kirche San Sebastiano kurz außerhalb der Befestigungsmauern
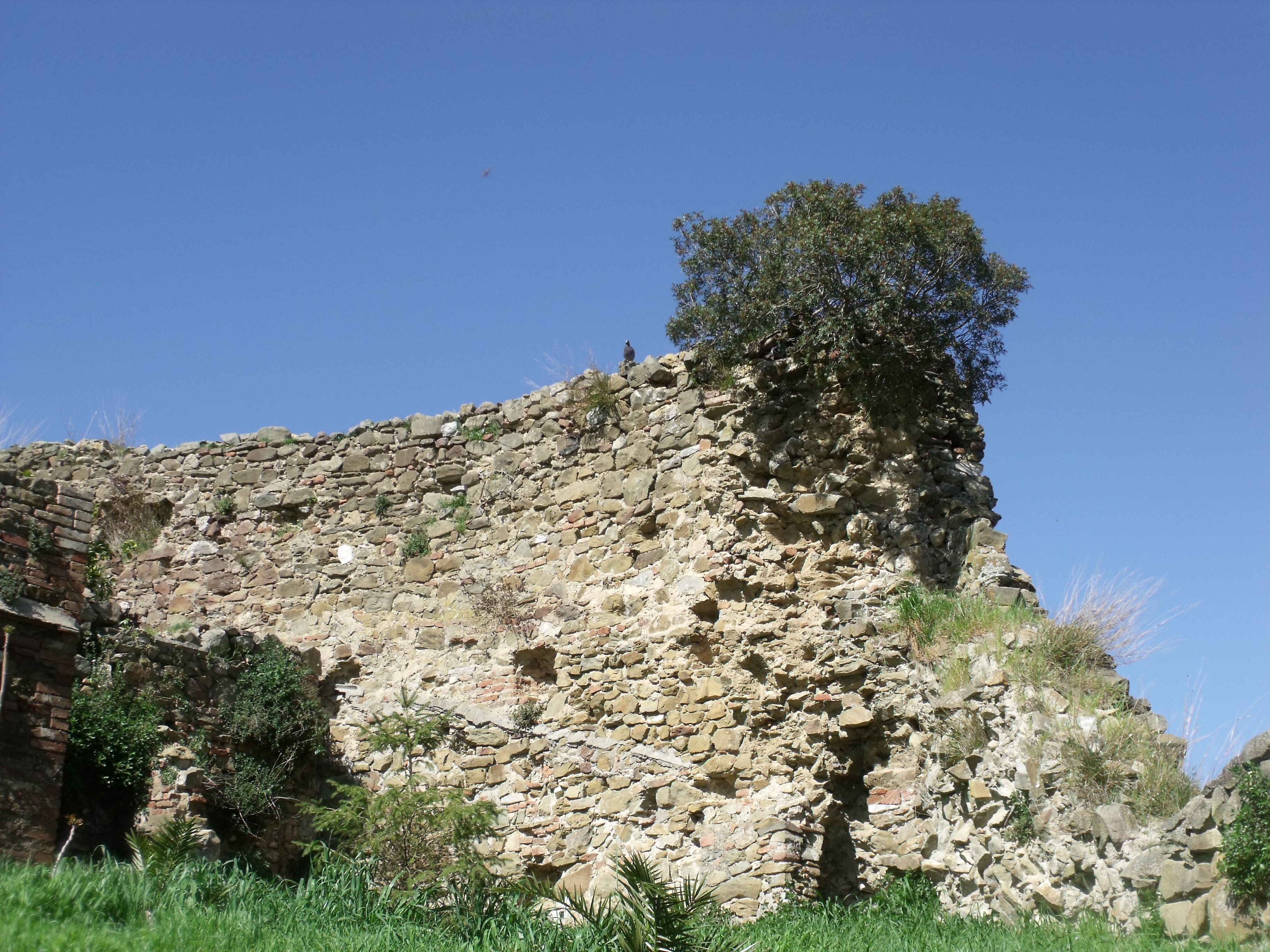
Die noch vorhandenen Teile der Stadtmauern